# Niezabyszewo (gromada)
Niezabyszewo – dawna gromada, czyli najmniejsza jednostka podziału terytorialnego Polskiej Rzeczypospolitej Ludowej w latach 1954–1972.
Gromady, z gromadzkimi radami narodowymi (GRN) jako organami władzy najniższego stopnia na wsi, funkcjonowały od reformy reorganizującej administrację wiejską przeprowadzonej jesienią 1954 do momentu ich zniesienia z dniem 1 stycznia 1973, tym samym wypierając organizację gminną w latach 1954–1972.
Gromadę Niezabyszewo z siedzibą GRN w Niezabyszewie utworzono – jako jedną z 8759 gromad na obszarze Polski – w powiecie bytowskim w woj. koszalińskim na mocy uchwały nr 43/54 WRN w Koszalinie z dnia 5 października 1954. W skład jednostki weszły obszary dotychczasowych gromad Niezabyszewo, Dąbrówka (bez dwóch wybudowań, włączonych do gromady Borzytuchom) i Tągowie (częściowo) ze zniesionej gminy Niezabyszewo w tymże powiecie. Dla gromady ustalono 11 członków gromadzkiej rady narodowej.
1 stycznia 1958 do gromady Niezabyszewo włączono wieś Tągowie ze zniesionej gromady Chotkowo w tymże powiecie.
31 grudnia 1959 do gromady Niezabyszewo włączono obszar zniesionej gromady Rekowo w tymże powiecie.
Gromada przetrwała do końca 1972 roku, czyli do kolejnej reformy gminnej.